# Almanac del Diari de Barcelona (1857-1919)
L'Almanac del Diari de Barcelona va ser publicat per primera vegada l'any 1857, i va seguir escrivint-se ininterrompudament amb periodicitat anual fins al 1919. Era un volum anual de to miscelínic amb molta informació sobre el què havia succeit a Barcelona l'any anterior. A més, també s'incloïen un seguit de prediccions astronòmiques i esdeveniments importants en vista a l'any següent de la publicació. Va estar actiu un total de seixanta-tres anys. Era un suplement del Diari de Barcelona, el que és considerat com el mitjà més important de la història de Catalunya. Tal com succeïa amb el diari principal, aquest almanac s'escrivia en castellà.

## Història
Segons la definició del DIEC, els almanacs són calendaris acompanyats de dades astronòmiques, de pronòstics sobre el temps, de les dates de les festes anyals, les fires, etc. En aquest cas es va decidir crear des del Diari de Barcelona un d'aquests almanacs on també s'incloïa un recull de notícies dels esdeveniments més importants de l'any anterior.
Al llarg de les seixanta-tres publicacions no tenim edicions més destacades que d'altres en ser un recull d'esdeveniments en vista a l'any següent. On si es troben fets rellevants és al resum de les principals notícies de l'any anterior. En aquest cas els actes més importants que van succeir al període quan estava actiu el diari van ser els successos de la Setmana Tràgica al 1909, i en l'edició d'aquell mateix any es fa especial èmfasi a aquests actes.

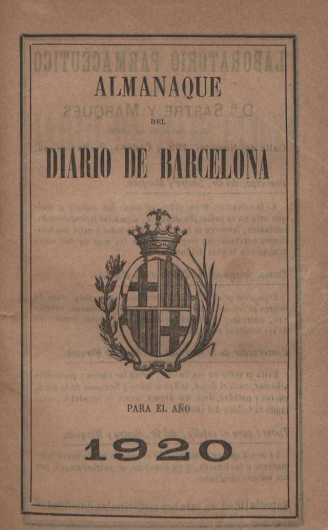
Portada del darrer número de l'Almanaque del Diario de Barcelona publicat per l'any 1920

L'any en què es crea l'almanac la direcció del Diari de Barcelona estava a les mans d'Antoni Brusi Ferrer, i tenia el suport d'altres intel·lectuals de renom com ara Joan Mañé i Flaquer, Manuel Duran i Bas i Josep Coll i Vehí. Mañé va heretar la direcció del diari i va ser-ne dirigent durant la major part de vida de l'Almanac del Diari de Barcelona, des de 1865 fins al 1902, l'any de la seva mort. Després d'això la direcció del periòdic va passar per les mans de Teodor Baró (en dues etapes), Miquel dels Sants Oliver, Lluís Soler Casajoana i Arcadi d'Arquer durant els anys en què l'almanac encara era actiu. Sota la direcció d'Arcadi Arquer el diari va arribar a la fi dels seus dies.

## Format
Aquest almanac es componia primerament d'un calendari dividit en tres franges. La franja principal (centre) venia encapçalada amb el mes de l'any i el nombre de dies que el componien. A continuació, encara dins d'aquesta part central, hi havia tots els números del mes amb els dies de la setmana i els Sants de cadascun d'aquests dies. A la columna de l'esquerra es trobava el número de dia de l'any i els dies que restaven per l'arribada de l'any vinent. A l'altra banda hi havia els horaris de sortida i posta de sol de cadascun dels dies de l'any. Un total de 12 pàgines, una per cada mes de l'any, componien aquesta secció en cadascuna de les edicions de l'almanac.
Després d'aquesta primera secció trobem tres cròniques amb els fets més destacats que han succeït al llarg de l'any anterior tant a l'àmbit de la capital, a territori estatal i a l'estranger respectivament. A les següents pàgines estan les morts més rellevants de cada mes. Seguidament hi havia la Revista d'Espectacles, en la qual es recollien les obres representades en cadascun dels teatres més importants dins l'àmbit espanyol (Liceu, Romea, Novedades, Goya…). Dins dels espectacles també s'englobaven els concerts, les corrides de toros i la secció d'esports.
Les últimes pàgines de l'almanac s'encarreguen d'informar sobre economia (borsa, deutes, accions…) i diverses dades estadístiques referents a la població, la climatologia, el transport, etc. Finalment trobàvem un índex en forma de resum i propaganda i anuncis.
Aquest format es repetia en cadascuna de les seixanta-tres publicacions, tot i que sovint patia lleugers canvis de format en algunes edicions.

## Final
L'últim volum de l'almanac va ser publicat l'any 1919, tot i això el Diari de Barcelona va seguir actiu noranta anys més, fins al 2009 (als darrers anys en digital). En el moment en què l'almanac es deixa de publicar el seu dirigent era Arcadi d'Arquer, qui precisament l'any 1919 és nomenat cap superior de l'administració civil de l'Estat i governador civil de la província de Sòria i posteriorment dona el seu suport a la dictadura de Primo de Rivera. Tot i això no s'atribueix cap relació entre aquests fets i la fi de publicació de l'almanac.
Es desconeixen les causes per les es va deixar de publicar. Alguns textos ho atribueixen a raons econòmiques, però no se sap res del cert.

## Relació de directors, redactors i col·laboradors
El fundador del Diari de Barcelona va ser Pedro Husson de Lapazaran. Va ser fundat l'any 1792 després que l'impressor napolità, el qual era llavors oficial major del Diario de Madrid, sol·licités fundar-ne un a Barcelona.
Durant els anys de vida de l'almanac, el Diari de Barcelona té els següents directors ja esmentats prèviament:
- Antoni Brusi Ferrer (1838-1865)
- Joan Mañé i Flaquer (1865-1901)
- Teodor Baró (1901-1905)
- Miquel dels Sants Oliver (1905-1906)
- Teodor Baró (1906-1912)
- Lluís Soler Casajoana (1912-1917)
- Arcadi d'Arquer (1917-1922)